# Масальскис, Эдгарс Янович
Эдгарс Янович Масальскис (латыш. Edgars Masaļskis; род. 31 марта 1980, Рига) — латвийский хоккеист, вратарь. В настоящее время является ассистентом тренера в рижском «Динамо».

## Биография
Выступал за латвийские клубы ХК «Лидо Нафта Рига», «Латерна», ХК Рига, «Металургс» Лиепая и «Динамо» Рига, российские «Сибирь», «Нефтяник» Альметьевск, «Югра» и «Лада», шведский «Мёррум ГоиС», чешские «Энергия» Карловы Вары, «Дукла» Йиглава и ИХК Писек, белорусские «Динамо» Минск, «Юность» и «Металлург» Жлобин, немецкие «Фрайбург» и «Дуйсбург», словацкий «Попрад», а также швейцарский «Амбри-Пиотта».
В общей сложности поменял 19 команд, практически не в одной из них не задерживался больше чем на сезон. Исключением служат «Металургс» (Лиепая) — 5 сезонов подряд, «Югра» — 3 сезона подряд и «Динамо» (Рига) — 2 сезона подряд, также 2 сезона в разное время провёл в ХК Рига (1997/98 и 2003/04).
Были в его карьере и такие сезоны, в которых он менял по 3 команды:
- 2002/03 — «Сибирь», «Металургс» Лиепая и «Мёррум ГоиС»;
- 2004/05 — «Энергия» Карловы Вары, «Дукла» Йиглава и ИХК Писек;
- 2006/07 — «Динамо» Минск, «Юность» и «Фрайбург».

Выступал в следующих чемпионатах:
- Латвийская хоккейная лига
- Восточно-европейская хоккейная лига (ВЕХЛ)
- Оллсвенскан
- Чешская экстралига
- Первая лига Чехии
- Белорусская экстралига
- Оберлига
- Немецкая хоккейная лига
- В российских ВХЛ, ПХЛ и КХЛ
- Словацкая экстралига
- Швейцарская национальная лига

Участник чемпионатов мира 2002—2013 гг., зимних Олимпийских игр 2002, 2006, 2010, 2014 гг.
Лучший вратарь ВЕХЛ сезона 2001/02 в составе «Металургс» Лиепая.
Один из лучших сезонов Масальскис провёл в альметьевском «Нефтянике» (2005/06): коэффициент надёжности — 1,83 в регулярном сезоне и 1,39 — в плей-офф.
В сентябре 2008 года в Риге был избит группой из пяти-шести хулиганов, в результате чего получил перелом ноги.
Является одним из вратарей в КХЛ наряду с Ильёй Проскуряковым и Виталием Еремеевым, на счёт которого была записана заброшенная шайба.
Закончил карьеру после сезона 2016/17 и присоединился к тренерскому штабу рижского «Динамо» 2 октября 2017 года.

## Статистика выступлений в чемпионатах России
| 2002/03               | Сибирь                | ПХЛ                   | 4   | 13  | 3,68 | 212,10  | 0  | —  | —  | —    | —      | — |
| 2005/06               | Нефтяник А            | ВХЛ                   | 43  | 73  | 1,85 | 2369,34 | 4  | 8  | 11 | 1,39 | 473,21 | 0 |
| 2008/09               | Динамо Р              | КХЛ                   | 8   | 18  | 2,66 | 406,40  | 0  | —  | —  | —    | —      | — |
| 2009/10               | Динамо Р              | КХЛ                   | 37  | 91  | 2,84 | 1921,26 | 6  | 6  | 12 | 1,93 | 373,45 | 2 |
| 2010/11               | Югра                  | КХЛ                   | 23  | 67  | 3,25 | 1238,10 | 0  | 5  | 12 | 2,42 | 297,00 | 0 |
| 2011/12               | Югра                  | КХЛ                   | 19  | 43  | 2,53 | 1021,39 | 2  | 3  | 2  | 1,36 | 88,23  | 0 |
| 2012/13               | Югра                  | КХЛ                   | 32  | 91  | 2,94 | 1857,59 | 2  | —  | —  | —    | —      | — |
| 2013                  | Югра                  | КН                    |     |     |      |         |    | 1  | 6  | 6,02 | 59,51  | 4 |
| 2014/15               | Динамо Р              | КХЛ                   | 12  | 37  | 3,54 | 626,45  | 0  | —  | —  | —    | —      | — |
| 2015/16               | Лада                  | КХЛ                   | 38  | 81  | 2,22 | 2189,07 | 4  | —  | —  | —    | —      | — |
| 2016/17               | Лада                  | КХЛ                   | 15  | 43  | 3,62 | 711,46  | 0  | —  | —  | —    | —      | — |
| Всего в ВХЛ           | Всего в ВХЛ           | Всего в ВХЛ           | 43  | 73  | 1,85 | 2369,34 | 4  | 8  | 11 | 1,39 | 473,21 | 0 |
| Всего в ПХЛ           | Всего в ПХЛ           | Всего в ПХЛ           | 4   | 13  | 3,68 | 212,10  | 0  | —  | —  | —    | —      | — |
| Всего в КХЛ           | Всего в КХЛ           | Всего в КХЛ           | 184 | 471 | 2,83 | 9971,28 | 14 | 14 | 26 | 2,06 | 758,53 | 2 |
| Всего в Кубке Надежды | Всего в Кубке Надежды | Всего в Кубке Надежды |     |     |      |         |    | 1  | 6  | 6,02 | 59,51  | 4 |

## Статистика выступлений за сборную Латвии
| 1999 | Латвия U-20 | Чемпионат Мира. II дивизион | 3 | 0  | 0 |
| 2004 | Латвия      | Чемпионат Мира              | 1 | 3  | 0 |
| 2005 | Латвия      | Чемпионат Мира              | 2 | 11 | 0 |
| 2006 | Латвия      | Олимпийские игры            | 1 | 4  | 0 |
| 2007 | Латвия      | Чемпионат Мира              | 4 | 12 | 0 |
| 2008 | Латвия      | Чемпионат Мира              | 6 | 18 | 0 |
| 2009 | Латвия      | Чемпионат Мира              | 7 | 18 | 0 |
| 2010 | Латвия      | Олимпийские игры            | 4 | 21 | 0 |
| 2010 | Латвия      | Чемпионат Мира              | 6 | 15 | 0 |
| 2011 | Латвия      | Чемпионат Мира              | 6 | 17 | 2 |
| 2012 | Латвия      | Чемпионат Мира              | 6 | 15 | 0 |
| 2013 | Латвия      | Чемпионат Мира              | 3 | 12 | 0 |
| 2014 | Латвия      | Олимпийские игры            | 3 | 6  | 0 |
| 2014 | Латвия      | Чемпионат Мира              | 3 | 8  | 0 |
| 2015 | Латвия      | Чемпионат Мира              | 7 | 19 | 0 |
| 2016 | Латвия      | Чемпионат Мира              | 3 | 8  | 0 |